# Sukhoi Su-10
Sukhoi Su-10 hay Samolet E (tiếng Nga: Aircraft E) là mẫu máy bay ném bom phản lực được chế tạo sau chiến tranh thế giới II.

## Phát triển
Vào năm 1947, OKB Sukhoi sáng chế ra một máy bay ném bom phản lực bay ngày. Vì thiếu động cơ đủ mạnh, nên máy bay có một sự sắp xếp khác thường với 2 động cơ phản lực chồng lên nhau ở trên và dưới cánh (thiết kế gốc có 6 động cơ Junkers Jumo 004, 4 trên cánh và 2 trong thân ở dưới buồng lái). Máy bay có không quét theo quy ước và cánh đuôi máy bay truyền thống, mặc dù đuôi giữ thăng bằng có dạng cánh quét góc 45°. Cánh nhỏ và bánh lái được điều khiển bằng hệ thống thủy lực. Hệ thống phòng thủ với 2 pháo trang bị trên các tháp nhô ra.
Một mẫu duy nhất được hoàn thành vào cuối năm 1947 và dự án bị hủy bỏ vào năm 1948, không chuyến bay nào được thực hiện.

## Thông số kỹ thuật (Su-10)
Dữ liệu 

### Đặc điểm riêng
- Phi đoàn: 4 (phi công, hoa tiêu, nhân viên điện đài và quan sát phát hiện mục tiêu kiêm xạ thủ)
- Chiều dài: 19.55 m (64 ft 2 in)
- Sải cánh: 20.60 m (67 ft 6 in)
- Chiều cao: n/a
- Diện tích cánh: 71.3 m² (767.4 ft²)
- Trọng lượng rỗng: 13 435 kg (29.620 lb)
- Trọng lượng cất cánh: 21 135 kg (46.600 lb)
- Trọng lượng cất cánh tối đa: 21 140 kg (46.600 lb)
- Động cơ: 4× động cơ phản lực Lyulka TR-1A, lực đẩy 14.7 kN (3.305 lbf) mỗi chiếc.

### Hiệu suất bay
- Vận tốc cực đại: 850 km/h (460 knots, 530 mph)
- Tầm bay: 1.500 km (810 nm, 930 mi)
- Trần bay: 12.000 m (39.370 ft)
- Vận tốc lên cao: n/a
- Lực nâng của cánh: 297 kg/m² (60.8 lb/ft²)
- Lực đẩy/trọng lượng: 0.29

### Vũ khí
- 4x pháo 20 mm Berezin B-20
- Mang được 4 000 kg (8.820 lb)

## Nội dung liên quan
Sukhoi Su-5 - Sukhoi Su-6 - Sukhoi Su-7 (I) - Sukhoi Su-8 - Sukhoi Su-9 (1946) - Sukhoi Su-10 - Sukhoi Su-11 - Sukhoi Su-13